# Galileja
Galileja (hebrejsko: הגליל‎ [ha-Galil] = Krog, Okrožje; arabsko: الجليل [al-Džalil]) je pokrajina na severu današnjega Izraela. Pokrajina je znana tudi iz zgodovine.
Galileja obsega približno četrtino sodobne države Izrael in ima površino okoli 5000 km2. Tradicionalno se deli na Zgornjo, Spodnjo in Zahodno Galilejo. Zahodna Galileja se razteza od mesta Hajfa do meje z Libanonom na severu. Spodnja Galileja leži med gorovjem Karmel na jugu in dolino Beit ha-Kerem na severu. Zgornja Galileja pa leži severno od doline Beit ha-Kerem in se nadaljuje do Libanonske meje na severu in do Galilejskega jezera in Golanskega višavja na vzhodu.
V Galileji so temperature nekoliko nižje, količina padavin pa je nekoliko višja kot v drugih delih Izraela, zato je tu vegetacija bujnejša. Zaradi ugodnega podnebja je Galileja tudi priljubljena tuistična destinacija.
Pomembnejši kraji v Galileji so Akko (Akra), Nazaret, Naharija, Safed,  Karmiel, Afula, Kirjat Šemona in Tiberija. Nekateri zgodovinsko pomembni kraji so tudi: Kana, Magdala, Kafarnaum, Betsajda, itd. Mesto Hajfa sicer administrativno ne spada v Galilejo, a vseeno deluje kot pomembno trgovsko središče regije.
Za Galilejo je značilen precejšen delež arabskega prebivalstva. V nekaterih krajih predstavljajo Arabci več kot tri četrtine, v celotni Galileji pa okoli polovico prebivalstva.

## Galileja ob začetku našega štetja
V času Rimskega imperija je bila regija razdelejena na Judejo, Samarijo in Galilejo. Galileja je bila največja od teh treh dežel, od smrti Heroda Velikega (leta 4 pr. n. št.) ji je vladal Herod Antipa. Med letoma 17 in 20 je Herod Antipa začel graditi novo prestolnico svojega kraljestva - mesto je imenoval Tiberija, cesarju Tiberiju na čast. Herod je bil formalni suveren dežele, v resnici pa je bil popolnoma odvisen od Rimljanov. Rimljani so tudi formalno prevzeli oblast leta 39, ko so Heroda izgnali v Galijo (današnja Francija).
V Galileji je velik del svojega življenja preživel Jezus Kristus, ki je prebival v otroštvu in mladosti v Nazaretu, poleg tega pa se je večkrat zadrževal ob Galilejskem jezeru, v Kafarnaumu in na gori Tabor.